# 仲村秀生
仲村 秀生（なかむら しゅうせい、1935年3月9日 - 2014年7月30日）は、日本の声優、俳優。

## 来歴
東京府（現：東京都）生まれ。両親の郷里・長野県上田市に戦中疎開。長野県上田高等学校を経て、信州大学を卒業。
京都の「劇団くるみ座」にて俳優修行を積み、1956年に新劇演出家を目指して上京、舞台芸術学院にて演出家・程島武夫の指導を受ける。
1957年3月、下村正夫主宰「新演劇研究所」に入所し、スタニスラフスキー・システムを学ぶ。同研究所の発展的解消後、1958年の劇団「新演」の立ち上げに参加。
同じ劇団に所属していた寺島幹夫が『アンタッチャブル』で吹き替えの仕事をしていたことがきっかけで、1959年に『ローハイド』の吹き替えで声優デビュー。
民放テレビ局が続々と開局するに伴い、太平洋テレビ芸能部に在籍しマスコミ出演を始め、1960年には東京俳優生活協同組合創立に参加。以後、劇団解散などの事情もあり、外画、アニメ、CMナレーション・ナレーターなど声の仕事を中心としていった。
1969年から放送の『鬼警部アイアンサイド』ではドン・ギャロウェイ演じるエド役の吹き替えでパイロット版から7年にわたって出演した。アニメでも草創期から声優として活躍し、1967年放送の『スカイヤーズ5』の隼太郎役で初めて主役を演じた。
現役時は、同人舎プロダクション、新企画、ぷろだくしょんバオバブ、黒沢良事務所を経て81プロデュースに所属していた。
1990年代後半には劇団魚座を旗揚げして演劇活動に再び打ち込み、東京アナウンス学院と代々木アニメーション学院の講師としても後進の育成にも積極的に力を入れるようになり、仲村秀生声優塾を経営していた。
一方、私生活ではアルコール依存症や躁鬱病を発症し、統合失調症や妄想性人格障害のような症状も併発させ、闘病生活を送るようになっていた。この影響により、1990年代以降は声優活動での持ち役の多くを降板し、70歳を越えてからは事実上の休業状態に入っていた。
2011年に旧友が自主制作した記録映画『甦る里山』でナレーションを依頼され、久々の出演作となった。その後、2012年4月6日にファミリー劇場で放映された『宇宙戦艦ヤマト2199公開記念特別番組〜新生ヤマト発進宣言〜』でナレーションを担当。これが公的な出演作で最晩年の作品となった。 
2014年6月に体調を崩して再び療養生活を送るようになり、7月30日、入院先の東京都立松沢病院で入浴中に溺死した。79歳没。死去が報じられた際には、関係者の意向により死因は伏せられ、告別式も密葬で行われた。

## 人物
東京都狛江市に住んでいた時期もあった。
特技はスキー、合気道。趣味は読書、釣り、カメラ。
声種はバリトン。また「僕の声は年より若い」と仲村自身は語っており、『宇宙戦艦ヤマト』の島大介はナチュラルなトーン、『あしたのジョー』の力石徹はマイクの使い方で作った声と語っている。
役柄としては2枚目役が圧倒的に多かったが、『ど根性ガエル』では3枚目の南先生役を演じていた。
『あしたのジョー』の力石徹は、ある日、グロービジョン・スタジオへ呼ばれ、行っていたところ、昔の劇団の先輩、左近允洋が「秀生、これやってくれ」と言って、一枚のキャラデザインを渡していた。その時は「洋画の吹き替えならやってもいいが、アニメなんて下手な役者がやる仕事だ」と思い、「こんな役できません。帰らせてもらいます」と言って、帰り支度を始めていた。左近允は慌てて「おい、待て秀生。お前ならできるよ」と言われ、「ウーム、これも仕事か。おれも金はほしい。」としばらく考えていた。当時は妻、娘、息子が腹をすかせて待っており、「よし、いっちょやったるか」と考えて、そんないきさつで、演じることになった。後にこれほど人気が出るとは思いもよらず、役の上とはいえ、葬式が出るとは夢にも思わず、涙もろいだった仲村は、嬉しかった。この後、段々とアニメの仕事が増えていったが、増してアテレコの仕事が続々増えていくキッカケになった作品でもあった。ただし一つ残念だったのは、劇場版が制作された時には出演させてくれなかったことだったという。
『宇宙戦艦ヤマト』の島大介はある日CMスタジオで仕事をすませ、コーヒーを飲んでいたところ事務所から電話があり、「又、急な話もあるもんだ」と思いながら車でかけつけていた。ロビーを見渡すと役者が誰もいなかったが、スタジオのドアが開いて田代敦巳が出て来た。その時に田代が別の声優が1話を録音して演じていたが、慣れてなかったため、周囲のベテランとセリフがかみ合わず、あちこちからクレームが来ていたことを話し、急遽起用されたという。
新劇俳優出身であることから「声の仕事は役者の仕事の一環」という姿勢を持っていた。得意としていたジャンルは芝居、洋画のアテレコ、ナレーションであり、アニメーションの仕事は得意ではなかったという。なお、アニメーションの収録ついて「舞台のように役作りは時間をかけて臨むべき」という自身の姿勢を徹底することが困難なことから、晩年には不本意な部分もあった趣旨の発言をしたこともあったという。
演技に関するこだわりが強いことで知られ、その強い個性から後に「お付き合いが最高に難しいタイプの役者さんだったのではないか」と評されることもあった。主演の吹き替えを担当した洋画『アビス』では、公開後にディレクターズカット版公開に伴う追加録音が行われた際、変更された音響監督が「やっつけ仕事のよう」な演出だったことから怒鳴りつけたというエピソードがあるなど、プロデューサーや監督と仕事に関する意見で衝突することもあった一方、この降板を覚悟の上での行動を「仲村さんに関してはやる」と仕事仲間内では有名だったという。『ロボット刑事』で主役のKを演じた際、あるときアフレコで「怪獣の声の人」と助監督が呼び出したところ、「『怪獣の声の人』とは何だ!」「れっきとした俳優を何だと思っているんだ!? 大竹宏さんは我々の大先輩じゃないか!」と声優を軽んじた助監督に激怒して怒鳴りつけたこともあった。
中田浩二は声優業における尊敬する先輩として仲村の名を挙げ、仕事に対する姿勢、スタジオでのマナー、コンディション作りなど、何もかもが立派で大いに刺激を受けたと語っている。一方で仲村は尊敬する先輩に若山弦蔵の名を挙げており、『鬼警部アイアンサイド』で若山と共演した際にその技術や仕事への姿勢に感銘を受け「ズバ抜けてプロだ。ギャラをもらって勉強になったということは本当はいけないんだが（中略）大変アテレコの勉強になりました」と述べている
既婚者で長女長男次女の3人の子供をもうけた。長女は仲村美緒、仲村澪、AZU・風間美緒と芸名を変遷して舞台俳優やテレビタレントとして活動し、仲村美緒時代には『それいけ!アンパンマン』などにアニメ声優として出演した。娘は生前の仲村を「ゴッホのような人」と語ったことがあるという。

## 後任
仲村の降板、その後の事実上の休業状態や死後、持ち役を引き継いだ人物は以下の通り。
| 代役           | 役名                     | 概要作品                            | 代役の初担当作品                              |
| -------------- | ------------------------ | ----------------------------------- | --------------------------------------------- |
| 堀秀行         | 力石徹                   | 『あしたのジョー』                  | 『ボクシングマニア あしたのジョー』           |
| 中田譲治       | 力石徹                   | 『あしたのジョー』                  | 『あしたのジョー タイピング泪橋』             |
| 石井康嗣       | 力石徹                   | 『あしたのジョー』                  | 『あしたのジョー 〜まっ白に燃え尽きろ!〜』    |
| 東地宏樹       | 力石徹                   | 『あしたのジョー』                  | 『パチスロ あしたのジョー2』                  |
| ささきいさお   | 島大介                   | 『宇宙戦艦ヤマト』                  | 『宇宙戦艦ヤマト 遥かなる星イスカンダル』     |
| 田中秀幸       | 島大介                   | 『宇宙戦艦ヤマト』                  | 『さらば宇宙戦艦ヤマト 愛の戦士たち』（PS版） |
| 稲田徹         | ムゲ・ゾルバドス皇帝     | 『超獣機神ダンクーガ』              | 『スーパーロボット大戦IMPACT』                |
| 藤本譲         | フレデリック・ローデン   | 『銀河漂流バイファム』              | 『銀河漂流バイファム13』                      |
| てらそままさき | ルー・ウォーターマン大尉 | 『謎の円盤UFO』                     | 『再来！謎の円盤UFO』                         |
| 園江治         | クロード・シャンタリエ   | 『名探偵ポワロ チョコレートの箱』   | 完全版DVDの追加録音                           |
| 坂東尚樹       | グリーン                 | 『宇宙大作戦 惑星M113の吸血獣』     | デジタルリマスター版DVDの追加録音             |
| 大川透         | チコ・ゴンザレス刑事     | 『ダーティハリー』（テレビ朝日版）  | WOWOW放映時の追加録音                         |
| 大川透         | ニール・ブリッグス警部補 | 『ダーティハリー2』（テレビ朝日版） | WOWOW放映時の追加録音                         |
| 世古陽丸       | スポタ                   | 『ハンター』（テレビ朝日版）        | WOWOW放映時の追加録音                         |
| 藤原啓治       | 本郷俊介                 | 『アタックNo.1』                    | SANYO パチンコ・パチスロ版                    |
| 喜山茂雄       | 本郷俊介                 | 『アタックNo.1』                    | 2024年の森永乳業のCM                          |

## 出演
太字はメインキャラクター。

### テレビドラマ
- 東京Gメン
- 愛の劇場
- 蒼氓
- 岸壁
- 気になる嫁さん
- 雑草の歌
- 青年の樹
- 近鉄金曜劇場
- 東海テレビ 断層
- あすをつげる鐘 少年福沢諭吉（1962年、NHK）
- 赤穂浪士（1964年、NHK） - 行者

### 映画
- 愛の鐘
- 海の恋人たち（1960年、製作：桜映画社、配給：松竹） - 鈴木機関士 役[32]
- 遠い一つの道（1960年、東宝） - 安田 役
- 南の島に雪が降る（東宝、1961年）

### 舞台
- 初恋（1959年、劇団新演） - 赤松定次 役[33]
- 楠三吉の青春（1961年、劇団新演） - 矢目 役[34]
- 草むす屍（1962年、劇団新演） - 倉田 役[35]
- 日本の夜と霧（1962年、劇団新演）[36]

### テレビアニメ
1963年
- 鉄腕アトム (アニメ第1作)（金倉の執事C、アナウンサー、防衛庁隊員、地底人〈アトランチス人〉、記者代表、警官ロボット、天の川博士 他）

1965年
- 狼少年ケン

1967年
- スカイヤーズ5（隼太郎）

1968年
- 怪物くん
- 巨人の星（1968年 - 1971年）

1969年
- アタックNo.1（本郷先生）
- ウメ星デンカ
- 佐武と市捕物控（忠七）
- どろろ（多宝丸）
- ハクション大魔王（黒猫のダンゴ）
- 六法やぶれクン（ナレーター）

1970年
- 赤き血のイレブン
- あしたのジョー（1970年 - 1971年、力石徹）
- いなかっぺ大将（黒部先生）
- ばくはつ五郎（森田）

1971年
- アニメンタリー 決断
- スカイヤーズ5（新）（隼太郎）
- 珍豪ムチャ兵衛

1972年
- 赤胴鈴之助
- アニメドキュメント ミュンヘンへの道
- ど根性ガエル（1972年 - 1974年、南先生）

1973年
- 侍ジャイアンツ（玉木先生）

1974年
- 宇宙戦艦ヤマト（1974年 - 1975年、島大介）
- 空手バカ一代
- 破裏拳ポリマー

1975年
- 草原の少女ローラ（父さん）

1977年
- 野球狂の詩（帯刀守）

1978年
- 家なき子（エイムズ警部）
- 宇宙戦艦ヤマト2（1978年 - 1979年、島大介）
- 科学忍者隊ガッチャマンII（ナレーター）
- 新・巨人の星

1979年
- 宇宙戦艦ヤマト 新たなる旅立ち（島大介）
- 星の王子さま プチ・プランス（マイケル）

1980年
- あしたのジョー2（1980年 - 1981年、力石徹）
- 宇宙戦艦ヤマトIII（1980年 - 1981年、島大介）
- 科学忍者隊ガッチャマンF（シャラム）

1981年
- 名犬ジョリィ（コンサーロ警部）

1982年
- パタリロ!（デュラン・ド・ラーケン）

1984年
- 銀河漂流バイファム（ローデン）

1985年
- 小公女セーラ（トム・クリスフォード）
- 炎のアルペンローゼ ジュディ&ランディ（フリードリヒ・ブレンデル）
- 超獣機神ダンクーガ（ナレーション、ムゲ・ゾルバドス）

1987年
- 愛の若草物語（リンカーン大統領）

1989年
- ダッシュ!四駆郎（日の丸源駆郎）

### 劇場アニメ
1969年
- 巨人の星
- 巨人の星 行け行け飛雄馬

1970年
- アタックNo.1 富士見学園の新星（桂城由美）
- アタックNo.1 涙の回転レシーブ（本郷先生）
- 巨人の星 宿命の対決

1971年
- アタックNo.1 涙の世界選手権（本郷先生）
- アタックNo.1 涙の不死鳥（本郷先生）

1977年
- 宇宙戦艦ヤマト（島大介）

1978年
- さらば宇宙戦艦ヤマト 愛の戦士たち（島大介）

1980年
- ヤマトよ永遠に（島大介）

1983年
- 宇宙戦艦ヤマト 完結編（島大介）

1984年
- 地球物語 テレパス2500（ナレーター）

1987年
- 宝島（スモレット）

### OVA
1985年
- エリア88（六木剛）
- NORA（アーティ）

1986年
- 超獣機神ダンクーガ 失われた者たちへの鎮魂歌（ムゲ・ゾルバドス、ナレーター）

1987年
- 大魔獣激闘 鋼の鬼（ナレーション）
- 超獣機神ダンクーガ GOD BLESS DANCOUGAR（ムゲ・ゾルバトス）

1991年
- 英雄凱伝モザイカ（風〈デュラハン〉）

1992年
- D-1 DEVASTATOR（山城チーフ）

1994年
- 銀河英雄伝説（ロムスキー）

### ゲーム
- 宇宙戦艦ヤマト（LDゲーム）（1985年、島大介）

### 吹き替え

#### 俳優
ウィリアム・シャトナー
- シージャック（スティーブ・モンロー）
- スパイ大作戦
  - 時代逆行30年（クロール）
  - 500万ドル麻薬合成計画（ジョセフ・コンラッド）

ロバート・ワグナー
- 赤い崖（バド・コーリス）
- 動く標的（アラン・タガート）
- 大泥棒（ハリー）
- 海底都市（ブレット・マシューズ）
- ケーブルカー殺人事件（ハワード・マクブライド）
- 地獄の戦場（コフマン）
- 十二哩の暗礁の下に（トニー・ペトラキス）
- 大戦争（フランキー・オニール）

#### 映画
- 愛の狩人（ジョナサン〈ジャック・ニコルソン〉）※1976年10月28日放映 東京12チャンネル『木曜洋画劇場』版
- 悪魔の美しさ（ルシファー、若返ったファウスト教授〈ジェラール・フィリップ〉）
- 悪魔と深海（英語版）（ジャッケル中尉〈ケーリー・グラント〉）
- アビス（バッド・ブリッグマン〈エド・ハリス〉）
- 荒鷲の要塞（フォン・ハッペン少佐〈ダーレン・ネスビット〉）※日本テレビ旧録版
- アンネの日記（リチャード・ベイマー）※テレビ朝日版
- 宇宙水爆戦（カール・ミッチャム博士〈レックス・リーズン〉）※フジテレビ版
- 海の牙（アンリ・ヴィダル（英語版））※『木曜洋画劇場』版
- エイリアン（ケイン〈ジョン・ハート〉）※フジテレビ『ゴールデン洋画劇場』版（日本語吹替完全版Blu-rayBOX収録）
- 踊れ!サーフィン（英語版）（ガードナー・ディング・プルーイット三世〈ジェームズ・ダーレン〉）
- 愚か者の船（シューマン医師〈オスカー・ウェルナー〉）※1973年4月20日放映 NET（テレビ朝日）版
- 怪奇家族大暴れ（英語版）（ロジャー・モレスビー〈ロバート・パイン〉）
- 帰らざる河（ロリー・カルホーン）※テレビ朝日版
- 楽聖ショパン（コーネル・ワイルド）※1973年1月20日放映東京12チャンネル
- 火星人地球大襲撃（ポッター大尉）※NET版
- 風と共に去りぬ（レット・バトラー〈クラーク・ゲーブル〉）※JAL機内上映版
- 悲しみは空の彼方に（フランキー〈トロイ・ドナヒュー〉）
- カレンの裁判（デヴィッド・ハフマン）※1978年8月12日放映テレビ朝日版
- 間奏曲（モーリー・ドワイヤー〈キース・アンデス〉）
- 凶弾の舞台（英語版）（リチャード・バートン）※1973年3月10日放映NET版
- 空中大脱走（フィッツジェラルド中尉〈トム・スケリット〉）※フジテレビ版・DVD収録
- 空爆特攻隊（リッチマン大尉〈スコット・トーマス〉）※テレビ朝日版・DVD収録
- クランスマン（バット〈キャメロン・ミッチェル〉）
- グリズリー（ドン・ストーバー〈アンドリュー・プライン〉）※テレビ東京系『木曜洋画劇場』版
- 剣侠ロビン（英語版）（ロビン〈ジョン・デレク〉）
- 拳銃の報酬（ココ〈リチャード・ブライト〉）
- 恋のクレジット（サニー〈ギグ・ヤング〉）※テレビ新録版
- 孤独の旅路（英語版）（モンゴメリー・クリフト）※1975年2月7日放映
- ザ・クレイジーズ/細菌兵器の恐怖（フランク〈ハロルド・ウェイン・ジョーンズ〉）※フジテレビ『ゴールデン洋画劇場』版
- サスペリアPART2（マーカス・デリー〈マーク〉〈デヴィッド・ヘミングス〉）※1980年10月06日放映 TBS『月曜ロードショー』版
- サセックス物語（ベン・クロス）※1975年2月5日放映 東京12チャンネル
- 殺意（クリストファー〈アンソニー・パーキンス〉）
- 三銃士（バッキンガム公爵〈サイモン・ウォード〉）
- サンセット大通り（ウィリアム・ホールデン）※1975年放映 TBS『月曜ロードショー』版
- シェラマドレの決斗（パコ）※1971年5月16日放映NET版
- 地獄のノルマンディ（英語版）（ガイ・マディソン）※1973年11月12日放映 東京12チャンネル
- シャーロック・ホームズの素敵な挑戦（シャーロック・ホームズ〈ニコール・ウィリアムソン〉）※TBS「月曜ロードショー」
- 勝利なき戦い（リップ・トーン）
- 十月のミサイル（英語版）（R・F・ケネディ〈マーティン・シーン〉）※1975年10月9日放映NET(テレビ朝日）版
- スプリングフィールド銃（テニック大尉〈フィリップ・キャリー〉）
- ダーティハリー（チコ・ゴンザレス刑事〈レニ・サントーニ〉）※テレビ朝日『日曜洋画劇場』版
- ダーティハリー2（ニール・ブリッグス警部補〈ハル・ホルブルック〉）※テレビ朝日『日曜洋画劇場』版
- 黄昏のチャイナタウン（ジェイク・ギテス〈ジャック・ニコルソン〉）※ビデオ・DVD版
- 脱走特急（ライアン大佐〈フランク・シナトラ〉）※1977年3月28日放映TBS『月曜ロードショー』版
- 地球の頂上の島（デービッド・ハートマン）※1979年9月24日TBS『月曜ロードショー』版
- 血まみれギャングママ（ハーマン・ベイカー〈ドン・ストラウド〉）
- ディア・ハンター（アクセル〈チャック・アスペグレン〉）※フジテレビ版（思い出の復刻版ブルーレイに収録）
- 天地創造（アベル〈フランコ・ネロ〉、神の使者〈ピーター・オトゥール〉）※TBS版
- ドッグ（英語版）（デビッド・マッカラム）
- 嘆きのプレリュード（英語版）（エロール・フリン）※1974年11月21日放映NET版
- ナバロンの要塞（パパディモス一等兵〈ジェームズ・ダーレン〉）※テレビ朝日『日曜洋画劇場』版
- 肉体のすきま風（英語版）（ローレンス・ハーヴェイ）※1973年12月13日放映
- ノーバディーズ・フール（サリー〈ポール・ニューマン〉）※JAL機内上映版
- ハーツ・アンド・マインズ?「名誉ある戦い」の記録?（コーカー中尉）※NET（テレビ朝日）版
- 灰とダイヤモンド（マチェク〈ズビグニエフ・チブルスキー〉）※1970年11月放映NET（テレビ朝日）版
- 白銀のレーサー（ロバート・レッドフォード）※1976年1月1日『木曜洋画劇場』版
- 花嫁の父（ドン・テイラー）
- ハリーとトント（エディー〈ラリー・ハグマン〉）※1980年9月14日『日曜洋画劇場』版（再放送版がBD収録）
- バルジ大作戦 （ウェーバー中尉〈ジェームズ・マッカーサー〉）※NET（テレビ朝日）版（DVDに収録）
- パワープレイ（ナリマン大佐〈デヴィッド・ヘミングス〉）※1980年9月8日放映TBS『月曜ロードショー』版
- ビッグトレイル（スレイター大尉〈ジム・ハットン〉）
- 冬のライオン（ジョン・キャッスル）※1974年12月30日放映TBS『月曜ロードショー』版
- 蛇皮の服を着た男（バル〈マーロン・ブランド〉）※1974年12月7日放映
- 暴力脱獄
- 燃えよ!女ドラゴン（〈ヤン・クワン〉）) NET版
- 夕なぎ（クリストファー・フランダース〈リチャード・バートン〉）※1977年2月放映フジテレビ版
- 四銃士（バッキンガム公爵〈サイモン・ウォード〉）
- 龍拳（ファンカン〈ジェームス・ティエン〉）※日本ビデオ映像版
- 若草物語（ローリー〈ピーター・ローフォード〉）※東京12チャンネル「木曜洋画劇場」版

#### ドラマ
- アパッチ大平原（英語版）（リチャーズ大尉〈ゲーリー・クラーク〉）
- インターン（英語版）
- ER緊急救命室（カミンスキー〈ポール・エイディング〉）
- 宇宙大作戦
  - 惑星M113の吸血獣（グリーン〈ブルース・ワトソン〉）
  - 宇宙暦元年7.21（ジョン・クリストファー大佐〈ロジャー・ベリー〉）
  - 惑星セロンの対立（ロカイ〈ルー・アントニオ〉）
- エディのすてきなパパ（パパ＝トム・コーベット〈ビル・ビクスビー〉）
- 大草原の小さな家（ジェシー〈デニス・ロッカー〉）
- 鬼警部アイアンサイド（エド・ブラウン刑事〈ドン・ギャロウェイ〉）
- 外科医ギャノン（英語版）（ジョー・ギャノン〈チャド・エヴェレット〉）
- こちらブルームーン探偵社
  - パイロット版?（サイモン〈デニス・リプスコム〉）
- コンバット!（ジャック・サルミネオ）
- ジェシカおばさんの事件簿
  - 「もう一度別れの歌を・ステージこそわが命」（クリミンズ警視〈バリー・インガム〉）
  - 「悪霊が遺跡に踊る」（ギデオン〈ロバート・ボーン〉）
- スパイ大作戦
  - 奇跡のカムバック（Part 1, 2）（アーティ）
  - 麻薬B-230（Part 1, 2）（マーティン）
  - 女スパイが燃える時（ラーゾフ）
  - 血塗られた故郷（ジョー・キース）
  - 暗殺スパイ「山猫」（遊園地の係）
  - 罠（ステファン）
  - 銃殺（ルイス・カバール、兵士）
  - 敵の作戦に乗れ（ウィラード）
  - 殺しのジェット空輸（フィンチ）
  - 一千万ドルの拷問（ブレイク）
- スペース1999 神よ! 宇宙に新しい平和を（ルーク・フェロ）
- 0011ナポレオン・ソロ（ナンバー・セブン）
- 逃亡者（ラリー）#4-31「砂漠の風の中で」、#102「悪魔の弟子」（チノ〈ロバート・ヴィハロ〉）、#106「共犯者」（ラリー・コービー〈ボー・ブリッジズ〉）
- 特捜刑事サム（英語版）（ジム・ブリッグス刑事〈デニス・コール（英語版）〉）
- 特捜刑事マイアミ・バイス シーズン1 #7（トニー・アマート〈ブルース・ウィリス〉）
- 謎の円盤UFO（ルー・ウォーターマン大尉〈ゲーリー・メイヤーズ〉）
  - 宇宙人捕虜第一号（ゴードン・マックスウェル少尉）
  - シャドー秘密指令（ジム、無線の声）
  - わが友宇宙人（ビル・グラント、ムーンモービル183操縦士）
  - 円盤基地爆破作戦（スティーブ・マドックス）
  - 惑星Xクローズアップ作戦（ルー・ウォーターマン、NASAの管制官〈フランク・マン〉）、ゲイリー・ノース〈マーク・ホーキンス〉）
  - ストレイカー暗殺指令（クレイグ大尉）
  - 猫の目は宇宙人（ジム・レーガン）
  - 湖底にひそむUFO（アル・ハドソン）
  - 地球最後の時（ジョン・マスターズ）
  - 人間爆弾（スカイダイバー3号艦長、スカイ4操縦士）
  - 人間ロボット殺人計画（グレイ）
  - UFO大編隊接近中（スカイダイバー艦長）
  - シャドーはこうして生まれた!（グレイ少尉）
  - 宇宙人、地球逃亡（事故を起こした運転手）
  - 眠れる美女の怪奇（少佐）
- 爆撃命令「命ある限り」（アメリカ軍パイロット）
- プリズナーNo.6 暗殺計画（No2の助手、No6の行動予測の声、録画係の声）
- マルコ・ポーロ シルクロードの冒険（ユセフ〈イアン・マクシェーン〉）
- ゆかいなバーニー（英語版）
- ラット・パトロール 第1シーズン（マーク・T・ヒッチコック一等兵〈ローレンス・P・ケイシー〉）日本テレビ系
- ローハイド（ダリル・ヒックマン）※1961年8月2日NET

#### 海外人形劇
- キャプテン・スカーレット
  - キャプテン・スカーレット誕生!（ディーン少尉）
  - 無人機をストップ!（DT19 副操縦士）
  - 無人戦車ユニトロン!（ハッセル大尉）
  - 消えたロケット（軍曹）
  - ミニ衛星をとばせ!（アンゲリーニ）
  - 地球の翼を守れ!（ホルト副官）
  - 裏切り者は誰だ!（ヘリコプターA42）
  - スペクトラムの暗号をねらえ!（ホルト副官）
  - 大統領を守れ!（マーヴィン・ブランド）
- サンダーバード
  - 火星人の来襲（助監督）
  - 火星ロケットの危機（ビル・クラドック）
  - 秘密作戦命令（ビル・クラドック）
  - サンダーバード劇場版（グレッグ・マーティン）※劇場公開版
- ロンドン指令X ねらわれたサーキット（バローズ）

### 人形劇
- ひょっこりひょうたん島（ホウスケ）

### 特撮
- ロボット刑事（ロボット刑事Kの声）

### ラジオ
- NHK「ラジオSFコーナー」ナレーション
- NHK特別企画4時間ドラマ「大放浪」（ツトム・カナコワ・ホクスワース）
- 文化放送 連続ドラマ「火の太鼓」
- ニッポン放送「ベルサイユのばら」（ルイ14世）
- オールナイトニッポン4時間ドラマ「宇宙戦艦ヤマト」（島大介）
- 東京FM「プレスリー物語」（プレスリー）

### ナレーション
- 愛のサスペンス劇場「愛が見えますか」（ナレーション 1976年、NTV / 東京映画）
- ハリウッド・ヒストリー（ナレーション/ジャッキー・クーパー 1991年、NHK衛星第二放送・全26話）
- ナショナルジオグラフィック自然番組傑作選（ナレーション 1993年、NHK衛星第二放送・2話）
- 動物紀行（ナレーション 1994年、NHK・TVニュージーランド合作 / NHK衛星第二放送・全39話）
- 野生の驚異（ナレーション 1995年、NHK・TVニュージーランド合作 / NHK衛星第一放送・全27話）
- 甦る里山 都立野山北・六道山公園の四季（ナレーション 2011年、ドキュメンタリー映画）

### CM
- 塩野義製薬企業スポットCM（1983年、ナレーション）
- 日立グループ「日立の樹」CMナレーション